# Ems
Ems (lat. Amisia) este un râu situat în partea de nord-vest a Germaniei, are izvorul lângă Schloß Holte-Stukenbrock și o lungime de 371 km, traversând Westfalen și Niedersachsen, vărsându-se la Emden în golful „Dollart” Marea Nordului.
1. ↑  MSIe2/Iems[*] Verificați valoarea |titlelink= (ajutor)